# Greenleighton
Greenleighton var en civil parish 1866–1955 när det uppgick i Hollinghill, i grevskapet Northumberland i England. Civil parish var belägen 20 km från Bellingham och hade 7 invånare år 1951.